# 加法單位元
在數學裡，一個具有加法運算的集合中的加法單位元，是指不論它加上任何一個在此集合內的元素x都會等於x的元素。

## 基本例子
- 初等數學中所熟悉的加法單位元為0。

如：
5 + 0 = 5 = 0 + 5。
- 在自然數{\displaystyle \mathbb {N} }和其所有的父集(整數{\displaystyle \mathbb {Z} }、有理數{\displaystyle \mathbb {Q} }、實數{\displaystyle \mathbb {R} }、複數{\displaystyle \mathbb {C} })內，其加法單位元皆為0。所以對於任何一個數{\displaystyle n}，

{\displaystyle n+0=n=0+n}。

## 形式定義
令{\displaystyle N}是一個在加法運算下封閉的集合。{\displaystyle N}的加法單位元即為任一個能使所有在{\displaystyle N}內的元素{\displaystyle n}有下列公式的元素{\displaystyle e}：
{\displaystyle e+n=n=n+e}。

## 更多例子
- 在一個群裡，加法單位元即是這個群的單位元，通常標記做0，並且是唯一的(見下面證明)。

- 一個環或一個體也會是一個在加法運算下的群，因此它們也會有一個唯一的加法單位元0。它被定義必須和乘法單位元1不同，若環（或體）有兩個以上的元素時。如果加法單位元和乘法單位元是同一個的話，這個環則會是當然的(見下面證明)。

- 在一個於群{\displaystyle G}上的{\displaystyle m}乘{\displaystyle n}階矩陣所組成的群{\displaystyle M_{m\times n}(G)}裡，其加法單位元標記為0，且會是個其元素都是在{\displaystyle G}內的單位元0的{\displaystyle m}乘{\displaystyle n}矩陣。例如，在一個於整數上的2階方陣{\displaystyle M_{2}(\mathbb {Z} )}裡，其加法單位元為

{\displaystyle 0={\begin{pmatrix}0&0\\0&0\end{pmatrix}}}.

## 證明

### 加法單位元在一個群裡是唯一的
令{\displaystyle (G,+)}是一個群，且設0和0'是在{\displaystyle G}內的兩個加法單位元，則對於所有在{\displaystyle G}內的{\displaystyle g}而言，
{\displaystyle 0+g=g=g+0} 且{\displaystyle 0'+g=g=g+0'}。
由上可得
(0') = (0') + 0 = 0' + (0) = (0)
故可證明 0 = 0'。

### 加法和乘法單位元在一個非平凡環裡是不同的
令{\displaystyle R}是一個環，且假設加法單位元0和乘法單位元1會相等，即0=1。設{\displaystyle r}為於{\displaystyle R}內的任一元素，則
{\displaystyle r=r\times 1=r\times 0=0}
其表示{\displaystyle R}必須是平凡的，亦即{\displaystyle R=\{0\}}。再依照換質位法，即可得出若{\displaystyle R}不是平凡的，則0不會等於1的結論。

## 另見
- 加法逆元
- 單位元
- 乘法單位元

## 外部連結
- 加法單位元在一個環裡的唯一性 at PlanetMath.
- Margherita Barile. . MathWorld.